# Ekster
De ekster (Pica pica) of gewone  of Euraziatische ekster is een vogel uit de familie van kraaien. zangⓘ De wetenschappelijke naam van de soort werd in 1758 als Corvus pica gepubliceerd door Carl Linnaeus.
Met zijn opvallende zwart-witte verenkleed is de ekster een van de gemakkelijkst te herkennen vogels. De vogel bouwt zijn grote nest meestal in een boom, maar er zijn ook nesten gevonden in struikgewas, op steigers, elektriciteitsmasten en zelfs op vensterbanken. Zijn kostje scharrelt hij op de grond bij elkaar en bestaat voornamelijk uit insecten en aas. 's Winters eet hij ook wel zaad (van de voertafel) en andere plantaardige bestanddelen. In het voorjaar, als hij jongen heeft, wil hij ook wel eieren en jongen van andere vogels aan zijn eigen jongen voeren. Zoals alle kraaiachtigen is de ekster een echte omnivoor. De ekster is niet bang om zich in de buurt van mensen te laten zien of zich te vestigen, bijvoorbeeld in tuinen; in landelijke gebieden zijn ze schuwer omdat ze een gemakkelijk doelwit vormen voor de (vaak illegale) jacht.
Eksters vormen levenslange broedparen, en ze vormen met de uitgevlogen jongen nog een tijd een gezin, maar ze leven 's zomers niet in groepen. Wel kunnen de juveniele eksters in groepen voorkomen.

## Uiterlijke kenmerken en gedrag

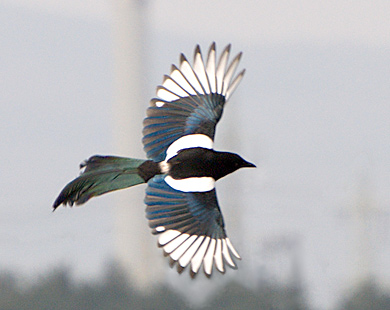
Ekster in de vlucht

De vogel is 40 tot 51 cm lang, inclusief de staart (20 tot 30 cm lang). Het opvallende bonte verenkleed en de lange staart, samen met de luide karakteristieke roep, maken de soort onmiskenbaar. In open landschap trekt de vogel de aandacht door in groepjes van twee of drie met snel bewegende vleugels een voor een langs te vliegen, onderwijl krassend.
Als de vogel neerstrijkt wordt de lange staart meteen omhoog getild, en zorgvuldig van de grond gehouden. Kop, nek en borst zijn glanzend zwart met vaak een metaalgroene of -blauwe glans; de buik en schouders zijn zuiver wit; de vleugels hebben een groene weerschijn. De slagpennen hebben witte binnenvlaggen, wat van onderaf zichtbaar is. Poten en snavel zijn zwart.
De jongen lijken op de ouders, maar hebben aanvankelijk niet dezelfde weerschijn op de roetzwarte delen van hun verenkleed. Het mannetje is iets groter dan het vrouwtje. Dominante dieren hebben tevens een langere staart dan de niet-dominanten. Net als bij andere kraaiachtigen wandelen ze over de grond, maar als ze worden aangetrokken door voedsel of door een bijzonder voorwerp verplaatsen ze zich met kleine sprongetjes zijwaarts, met de vleugels iets open gespreid.
Het is een fabeltje dat eksters blinkende objecten zouden verzamelen (meestal 'stelen' genoemd) of zelfs eten. Eksters zijn nieuwsgierige vogels en onderzoeken alles wat voor hen nieuw is.
Soms vormen twee of drie eksters een groepje dat bijvoorbeeld katten pest, dat wil zeggen dat ze onder luid "gekekker" schijnaanvallen uitvoeren op deze dieren. Ze doen dat omdat ze instinctief weten dat de kat een voor hen gevaarlijk roofdier is, dat uit hun gebied moet worden verdreven. Andere vogelsoorten en ook zoogdieren (muizen en dergelijke) worden hierdoor gewaarschuwd en zullen extra oppassen.
In de winter is de ekster meer in groepen te vinden bij het verplaatsen en foerageren, en vaak gezamenlijk overnachtend. In het voorjaar vormen zich grotere groepen voor de paarselectie. Charles Darwin noemde deze groepen 'huwelijksbijeenkomsten' (marriage meetings).

## Voortplanting
Sommige eksters paren al na één jaar, terwijl andere in hun niet-broedende groepjes blijven en voor het eerst in hun tweede jaar paren. Ze zijn monogaam en de paren blijven vaak meerdere paarseizoenen bij elkaar. Zij bezetten over het algemeen jaarlijks hetzelfde gebied.

### Nest

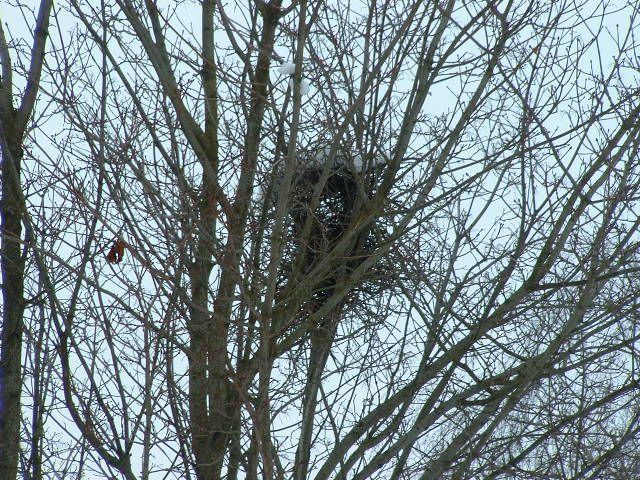
Nest

Al in januari begint de bouw van het nest. Alleen in Centraal-Europa begint nestbouw pas in februari of maart. Terwijl nieuwe koppels beginnen te nestelen met verlengde balts, beginnen oude koppels na een verkort baltsritueel met de bouw van het nest. Het nest is een bolvormig, vrij groot bouwsel van takken, dat meestal op de vork van een tak in een hoge boom gebouwd wordt. De externe structuur is 35 tot 75 cm breed en bestaat uit omvangrijke, droge, vaak kruisende, uitwaarts uitstekende takken. De bodem van het nest is bedekt met een laag fijne aarde en/of klei. De nestkuil is meestal gebouwd van fijne wortels, die in een uniform vlechtwerk worden verwerkt. De diameter is ongeveer 135 mm en het heeft een diepte van ongeveer 100 mm. De meeste nesten hebben een kap-achtige bovenbouw, bestaand uit omvangrijke takken met één, vaak twee verborgen zijuitgangen. Het ontbreken van de kap kan voorkomen door gebrek aan geschikt bouwmateriaal of de onervarenheid van het koppel. De bovenbouw dient voor het beschermen tegen de aanvallen van kraaien of roofvogels. Eksters in steden gebruiken tegenwoordig al eens 'antivogelpinnen' in het dak van hun nest. Een nest in de collectie van het Nederlandse Naturalis Biodiversity Center bestaat uit wel 1500 van deze metalen stekels, die origineel bedoeld zijn om vogels weg te jagen. Specifiek worden ze in het dak van het nest gebruikt en lijken dus, door vogels zelf, op dezelfde manier gebruikt te worden. Voor dit nest heeft de ekster wel 50 meter aan antivogelpinnenstrips van de daken verwijderd.
Beide vogels nemen op dezelfde manier deel aan de bouw van het nest. De gemiddelde tijd voor het bouwen van een nest is 40 dagen. Een paar begint vaak op verschillende plaatsen te bouwen. Dit gedrag komt vooral voor bij verstoringen tijdens de bouw van een nest. Zolang de gepaarde vogels samen zijn, voltooien ze vaak veel nesten en ook repareren ze dikwijls oude nesten voor de paring.
Oude nesten worden gebruikt door bosuilen, toren- en boomvalken, die zelf geen nesten opbouwen. Het vernietigen van eksternesten beïnvloedt daardoor ook de stand van deze vogelsoorten.

### Balts en paring
De paring vindt plaats in het voorjaar. Tijdens de balts lichten de mannetjes herhaaldelijk snel de kopveren op, tillen hun staart op en openen en sluiten deze snel als een waaier, en roepen met zachte tonen die duidelijk anders zijn dan hun gebruikelijke geluiden. Korte glijvluchten en achtervolgingen horen bij het baltsritueel. De losse veren van de flanken worden over de slagpennen gebracht, en de veren op de schoudervlek zijn geopend zodat het wit opvallend is, vermoedelijk om vrouwtjes aan te trekken.

### Leg en uitbroeden
In Europa worden broedsels typisch gelegd in april. Ze omvatten meestal vijf à acht eieren, maar legsels van drie tot tien eieren zijn waargenomen. De eieren worden normaal vroeg 's ochtends gelegd, meestal één per dag. De eieren zijn voor de grootte van de vogel aan de kleine kant, gemiddeld 32,9 mm × 23 mm en wegen gemiddeld 9,9 g. Ze zijn typisch lichtblauwgroen met olijfbruine of grijze spikkels en vlekken, maar tonen veel variatie in kleur en patroon. De eieren worden 21-22 dagen uitgebroed door het vrouwtje, dat door het mannetje wordt gevoed.

### Ontwikkeling van de kuikens
De kuikens zijn nestblijvers, zonder veren en met gesloten ogen. Aanvankelijk eten de ouders de uitwerpsels van de kuikens, maar als deze groter worden, ontlasten ze op de rand van het nest. De nestelingen openen hun ogen 7 tot 8 dagen na het uitkomen. Hun lichaamsveren beginnen na ongeveer 8 dagen te verschijnen en de slagpennen na 10 dagen. Enkele dagen voordat ze klaar zijn om het nest te verlaten, verkennen de kuikens al kruipend de nabijgelegen takken. Na ongeveer 27 dagen vliegen ze uit. De ouders blijven de kuikens nog enkele weken voeden. Ze beschermen de kuikens ook tegen roofdieren, omdat hun vermogen om te vliegen slecht is, waardoor ze zeer kwetsbaar zijn. Gemiddeld overleven slechts 3 of 4 kuikens. Sommige nesten gaan aan roofdieren verloren, maar een belangrijke factor die de kuikensterfte veroorzaakt is hongersnood. Ekstereieren komen niet tegelijk uit en als de ouders moeite hebben met het vinden van voldoende voedsel zullen de laatste kuikens verstoten worden. Er wordt per jaar maar één nest jongen grootgebracht, tenzij een nest vroeg te gronde gaat.

## Voedsel
De ekster eet vrijwel alles van dierlijke oorsprong, voornamelijk insecten, maar tijdens het grootbrengen van zijn jongen eet hij ook wel jonge vogels, eieren en kleine zoogdieren; ook eikels, okkernootjes, graan en andere plantaardige voedselbronnen worden gegeten. In aantallen prooien, maken op de grond gevangen insecten ca. 70-90% van het dieet uit. De ekster is ook een aaseter die in het verkeer doodgereden dieren opruimt.
Uit wetenschappelijk onderzoek is gebleken dat een gezonde eksterstand niet ten koste gaat van die van andere kleine zangvogels die op het menu van de ekster staan. 's Winters leggen eksters vaak een voorraad aan van bijvoorbeeld noten.

## Predatoren
De havik en de sperwer zijn de belangrijkste predatoren die op eksters jagen. Zij kunnen zowel volwassen als jonge vogels slaan. De buizerd heeft het voornamelijk voorzien op jonge vogels omdat hij voor de volwassen exemplaren niet wendbaar genoeg is. Vossen, marters en (verwilderde) katten jagen ook op jonge eksters. Zwarte kraaien plunderen wel eens een eksternest.

## Verspreiding en leefgebied
De ekster komt voor in heel Europa en een groot gedeelte van Azië. In Nederland is de ekster vrijwel overal algemeen, met naar schatting 100.000 broedparen per jaar.

## Ondersoorten en naaste verwanten
Er zijn zes ondersoorten:

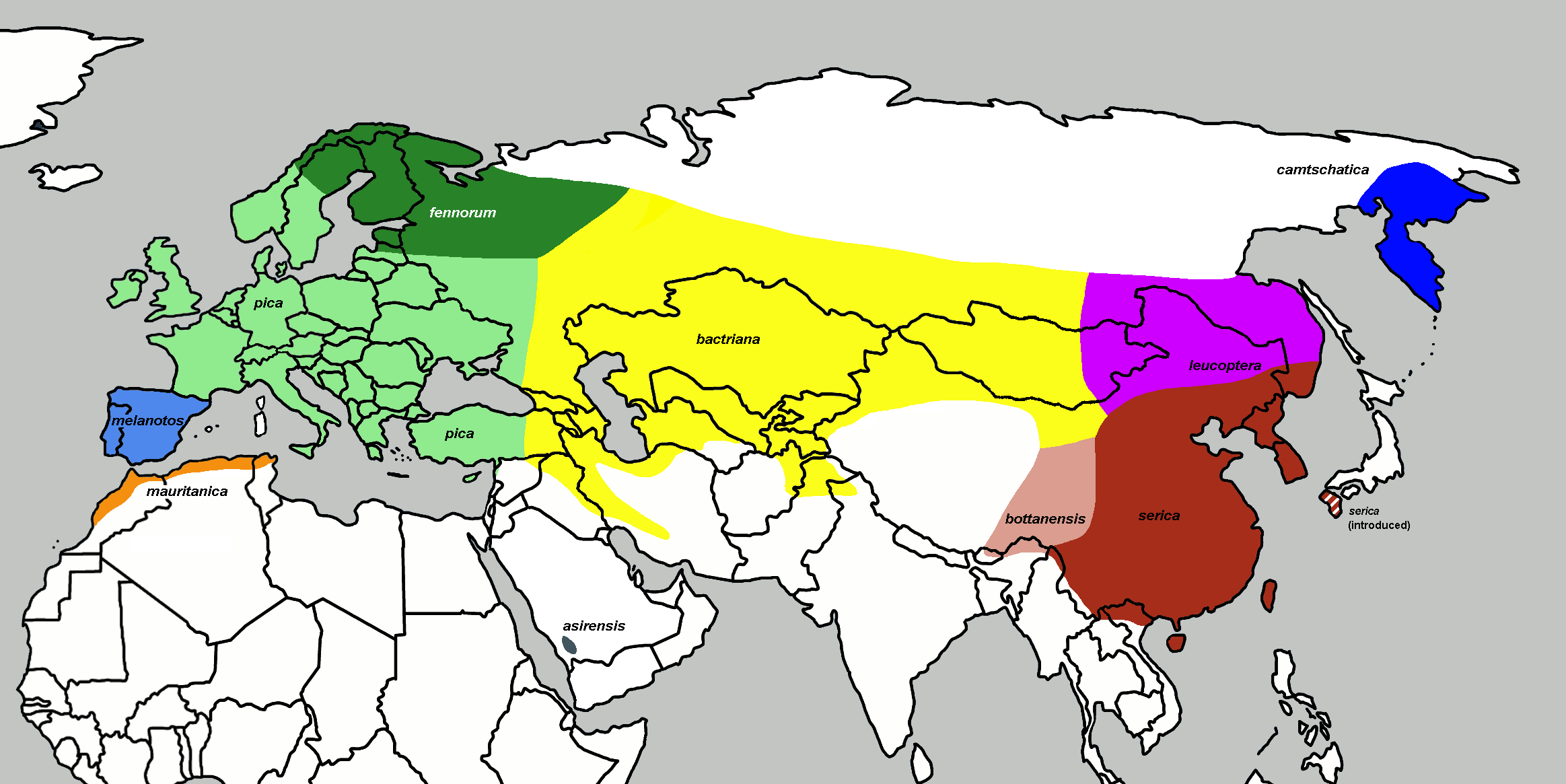
Verspreidingsgebied van de ekster
----

- P. p. fennorum (Noord-Scandinavië en Noordwest-Rusland)
- P. p. pica (van de Britse Eilanden en Zuid-Scandinavië tot in Oost-Europa en Klein-Azië)
- P. p. melanotos (Iberisch schiereiland)
- P. p. bactriana (Midden-Rusland tot Iran, Noord-India en Mongolië)
- P. p. leucoptera Zuidoost-Siberië, Mongolië en Noordoost-China
- P. p. camtschatica (Kamtsjatka)

Ondersoorten die in versie 8.2 van de IOC World Bird List de status van soort hebben gekregen volgens in 2017 gepubliceerd onderzoek.
- P. asirensis – asirekster uit Zuidwest-Saoedi-Arabië
- P. bottanensis – zwartrugekster uit Bhutan en West- en Midden-China
- P. mauritanica – maghrebekster uit Noordwest-Afrika
- P. serica – oosterse ekster uit Noord-Myanmar, Zuid-China en Noord-Indochina

## Status
De grootte van de populatie is in 2021 geschat op 64-104 miljoen volwassen vogels. Op de Rode lijst van de IUCN heeft deze soort de status niet bedreigd.

## Bijgeloof

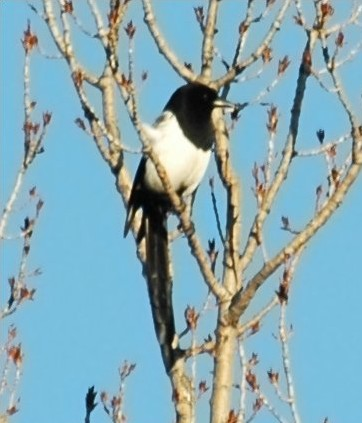
Ekster op de uitkijk

### Europa
In de loop der eeuwen duikt de ekster vaak op in het bijgeloof. Volgens een Waalse en Franse sage had de ekster eerst een prachtig verenkleed, maar toen de vogel met de gekruisigde Jezus spotte werd hij vervloekt en kregen zijn veren de kleuren van de rouw.
Eksters werden van oudsher beschouwd als ongeluksvogels, verkondigers van dood en rampzaligheid. Nog zijn er woorden en uitdrukkingen in gebruik die getuigen van dit volksgeloof, zoals 'eksteroog'.
Volgens het volksgeloof kunnen eksters het lot voorspellen. Zo zouden ze een naderende oorlog voorspellen wanneer ze zich in grote aantallen verzamelen en luidruchtiger dan gewoonlijk zijn. Ook het weer zou slechter worden wanneer een ekster luidruchtiger is dan anders.
Als er een oneven aantal eksters overvliegt, zou dat ongeluk brengen, een even aantal eksters daarentegen geluk.
Onder zijn tong zou de ekster een druppel duivelsbloed dragen. Eén ekster brengt onheil, twee daarentegen geluk.

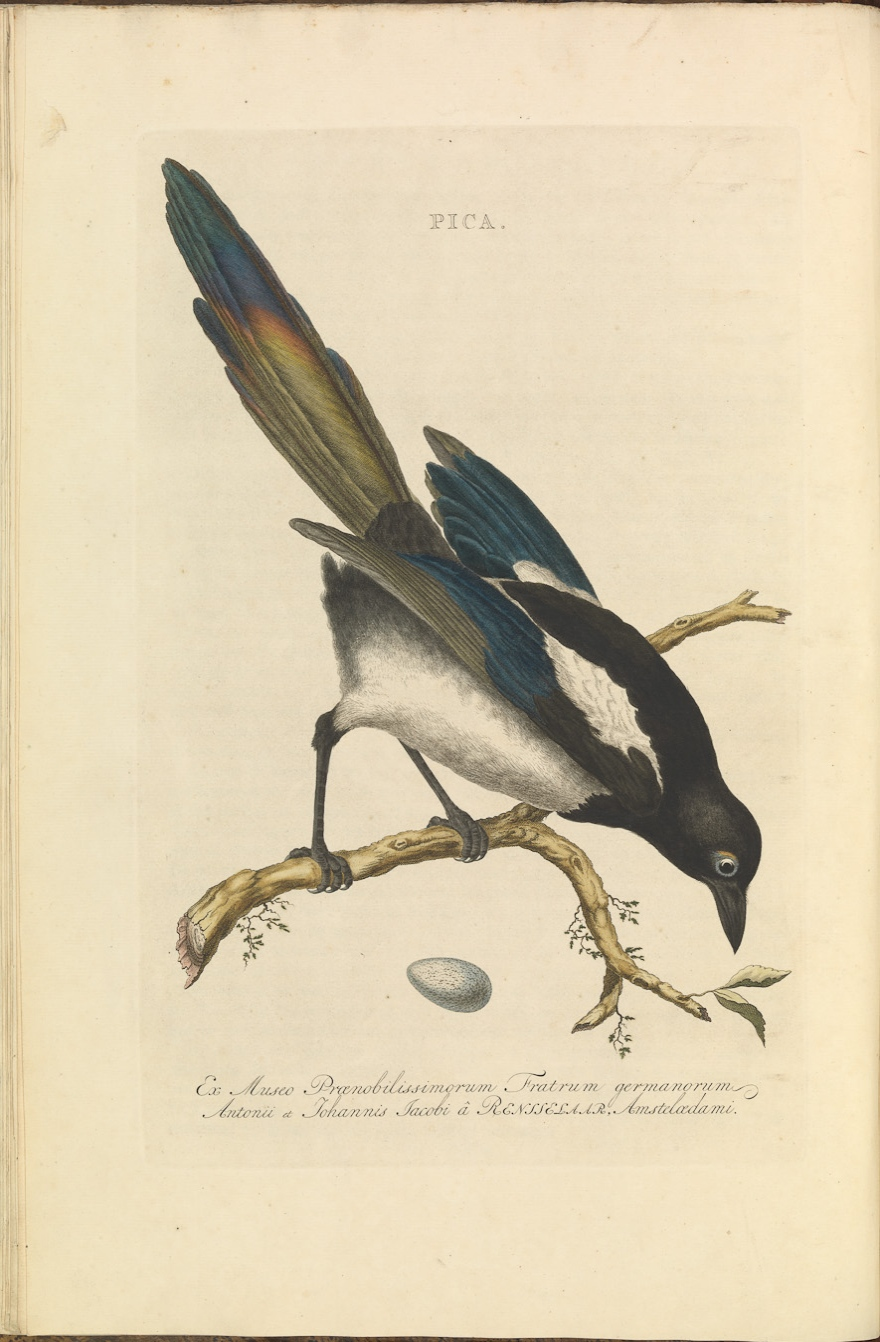
Ekster in Nederlandsche vogelen (1770)

### Azië
Hoewel eksters bijna altijd als slecht worden gezien in Europa, worden de vogels in Korea aanzien als "de vogel van voorspoed, een brenger van een zekere toekomst en een voorteken van geluk." Ook in China is de ekster een teken van een goed lot. Dit wordt al snel duidelijk in het Chinese karakter voor ekster, vereenvoudigd Chinees: 喜鹊; traditioneel Chinees: 喜鵲; pinyin: xǐquè, het eerste karakter betekent "geluk".

## De ekster in taal en cultuur

### Nederlandse taal
Enkele Nederlandse spreekwoorden en uitdrukkingen verwijzen naar eksters:
- zo bont, zo vlug, zo dom zijn als een ekster;
- praten/klappen als een ekster: veel praten;
- wat van eksters komt, huppelt graag: kinderen hebben de aard van hun ouders.

Ook enkele spreekwoorden en uitdrukkingen in dialecten verwijzen naar eksters.
- "'t Vliegt een aster uut ze gat" (Poperinge): hij doet iets wat tegen zijn natuur ingaat.
- "Neurn ekster wunt oge" (West-Vlaanderen): ze heeft lange benen.
- "hannike" (AN: "eksterjong") (Limburg): bolleboos (of ironisch: uilskuiken)
- "eksternest" (Limburg): een ontoegankelijk huis of een burcht.
- "eksteren" (Gelderland): bekvechten

### Etymologie

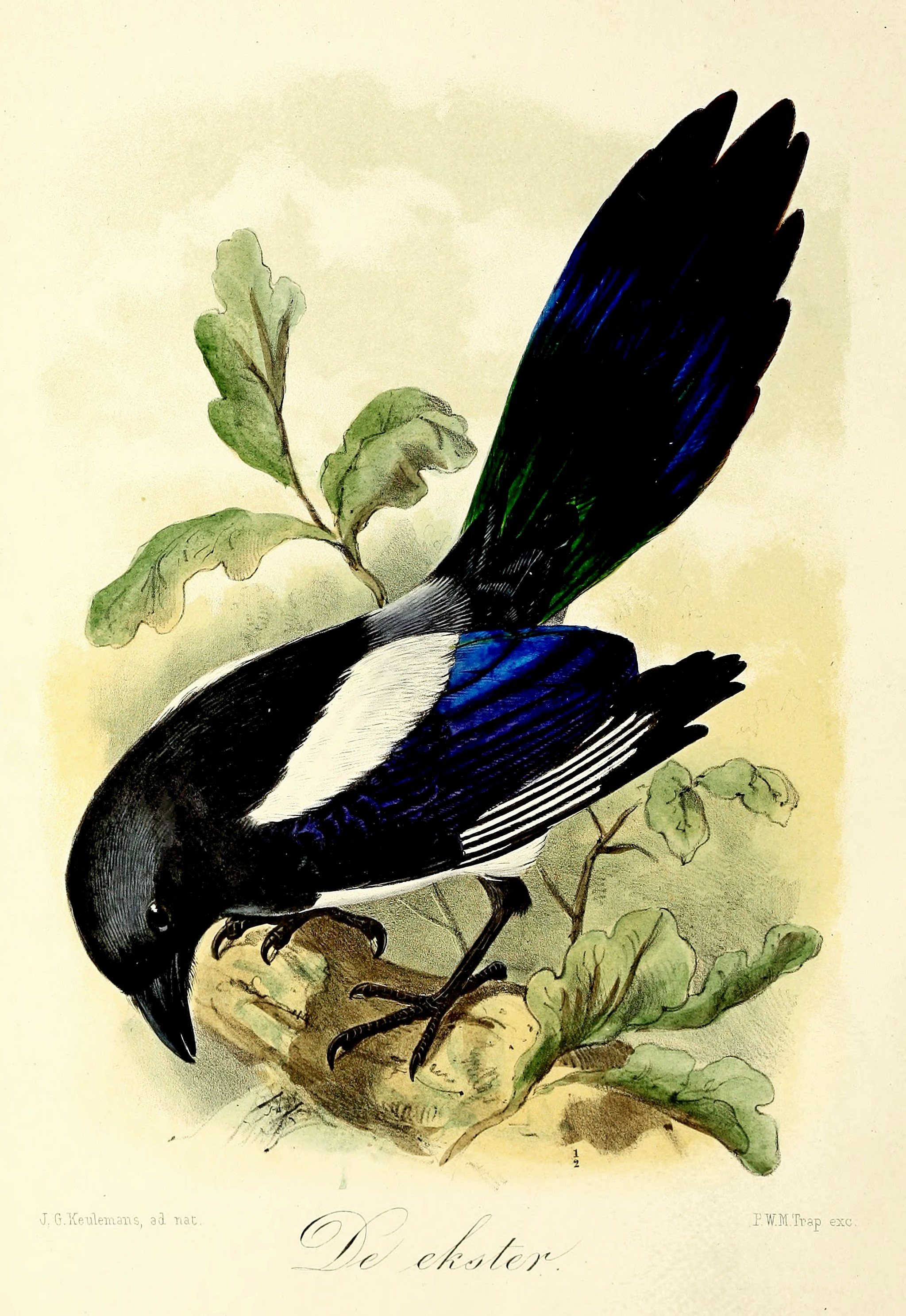
De ekster
(1869), John Gerrard Keulemans

Het woord ekster is afkomstig van een oud woord ak of ago, dat scherp betekende, en ook voorkomt in bijvoorbeeld aigu (Frans) en acid (Engels); dat blijkt uit andere namen voor de ekster, bijvoorbeeld akke gat en agatja, waarvan ook de Italiaanse naam (gazza) is afgeleid. Het -ster is een achtervoegsel waarmee zelfstandige naamwoorden werden gemaakt; de naam zou dus betekend hebben de spitse, wat op de lange staart kan slaan.
De ekster wordt gebruikt in de naamgeving van een reeks andere vogels, zonder uitzondering om een gelijkaardig kleurenpatroon.
- ekstergans
- ekstertangare
- eksterklauwier
- eksterspreeuw
- eksterhoningeter
- ekstervliegenvanger
- eksterbabbelaar
- eksterbekarde
- ekstergaai
- eksterlijster
- ekstersibia
- scholekster

### In cultuur
Het vermeende stelen van de ekster vormt het onderwerp van diverse werken:
- In de opera La gazza ladra (de stelende ekster, 1817) van Gioacchino Rossini steelt een ekster een zilveren lepel en wordt een onschuldig dienstmeisje hiervoor ter dood veroordeeld.
- In het verhaal A basket of flowers van Lilian Gask (1910) steelt een ekster een gouden ring, waardoor een onschuldig dienstmeisje valselijk wordt beschuldigd en jaren in de gevangenis moet doorbrengen.
- In het Kuifje-album De juwelen van Bianca Castafiore wordt een zigeunermeisje van een diefstal beschuldigd die door een ekster werd gepleegd.
- In de tekenfilm Alfred Jodocus Kwak komt een ekster voor genaamd Pikkie, omdat eksters volgens legendes vaak glimmende dingen zouden pikken of stelen.

### In sport
- Professioneel darter William O'Connor draagt als bijnaam de Engels term  voor ekster. Zijn vrienden noemden hem The Magpie omdat ze beweerden dat hij geobsedeerd was door glimmende trofeeën.[14]
- Voetbalclub Newcastle United heeft als bijnaam The Magpies.